# L'Amour Toujours (álbum)
L'Amour Toujours é o terceiro álbum de estúdio do DJ italiano Gigi D'Agostino, lançado pela Noise Maker  na Itália, em 1999, e pela Arista Records nos Estados Unidos, em 2001.
As músicas "Another Way", "L'Amour Toujours (I'll Fly with You)", "The Riddle", "La Passion" e "Bla Bla Bla" foram lançadas como Singles. "L'Amour Toujours (I'll Fly with You)" alcançou o 78º lugar na Billboard Hot 100 em Setembro de 2001. O álbum alcançou o 9º lugar na Billboard Dance/Electronic Albums, também em 2001.

## Faixas

### Disco simples
1. Another Way - 6:03
2. L'Amour Toujours (I'll Fly with You) - 6:56
3. Elisir - 5:34
4. The Riddle - 4:45
5. La Passion [Medley with Rectangle] - 7:35
6. The Way - 6:42
7. Star - 5:21
8. L'Amour - 3:31
9. Music - 6:51
10. Rectangle - 4:58
11. Bla Bla Bla - 4:14
12. Bla Bla Bla [Dark Mix] - 5:37

## Versão Dupla

### CD 1 - Chansons for the Heart
1. Another Way - 6:03
2. L'Amour Toujours (I'll Fly with You) - 6:57
3. Elisir - 5:34
4. The Riddle - 4:45
5. La Passion - 7:36
6. The Way - 6:43
7. Star - 5:24
8. Bla Bla Bla [Drammentenza Mix] - 6:23
9. L'Amour - 3:32
10. Music - 6:53
11. Passion - 5:00 (nomeada como "Rectangle" na versão em disco simples)
12. Bla Bla Bla - 4:15

### CD 2 - Beats for the Feet
1. La Danse - 4:54
2. Movimento - 4:54
3. La Marche Electronique - 5:17
4. Cuba Libre - 4:42
5. My Dimension - 6:37
6. The Riddle [Instrumental] - 4:07
7. Tekno Jam - 9:50
8. Coca e Avana - 3:19
9. Bla Bla Bla [Dark Mix] - 5:39
10. Electro Message - 3:52
11. Fly - 5:15